# آمروتا خانویلکار
آمروتا خانویلکار (به انگلیسی: Amruta Khanvilkar) (زاده ۲۳ نوامبر ۱۹۸۴) بازیگر هندی است.
از کارهای معروف او می‌توان به بازی در فیلم‌های ولگرد، حقیقت تنها پیروزی است، فوت کردن و فوت کردن ۲ اشاره کرد.